# Цветочный паук
Цветочный паук (лат. Misumena vatia) — вид пауков семейства Пауки-бокоходы (Thomisidae).

## Описание
У вида выражен половой диморфизм в размере и окраске. Самцы длиной 4 мм, в то время как самки достигают длины 10 мм. У самца головогрудь (просома) черноватого цвета, брюшко (опистосома) от белого до желтоватого окраса с двумя тёмными длинными полосами. Обе передние пары ног с широкими полосами чёрного и коричневого цвета, обе задние пары ног основного цвета брюшка.
У самок окраска всего тела варьирует от ярко-жёлтого до жёлто-зелёного и белого. Часто на боковых сторонах брюшка имеются две длинные красные полосы. Часто пауки бывают чисто жёлтого цвета с бледными ногами.

## Распространение
Вид распространён от арктической до субтропической зон Голарктики от Ирландии и Португалии до Японии, а также от Аляски до южной границы США. За исключением Исландии вид обитает во всей Европе.
Вид населяет открытые местообитания с большим количеством цветущих растений. Половозрелые пауки могут встречаться с мая по июль.

## Питание
Свою добычу паук подстерегает на цветках. Он может менять свою окраску в зависимости от окраски цветов. Эту способность имеют только половозрелые самки. Они управляют изменением пигментации тела своими органами зрения. При окраске в жёлтый цвет в клетки эпидермиса поступает жидкое, жёлтое красящее вещество, при окраске в белый цвет пигмент переносится во внутреннюю часть тела. Жёлтый пигмент может выделяться при продолжительном пребывании на белых цветках также с испражнением.
Добычей цветочного паука являются различные насекомые-опылители, например, журчалки, пчёлы, осы, бабочки или небольшие жуки. Они часто на порядок крупнее самого паука. Паук схватывает свою добычу сильными, широко расставленными передними ногами и молниеносно наносит укус в голову. Паутину не плетёт.

## Размножение
Спаривание происходит ранним летом. Когда самец находит самку, он влезает спереди на её спину. Затем он перемещается на брюшную сторону самки и в позиции брюшко-к-брюшку попеременно вводит свои педипальпы в половое отверстие самки. Затем он снова влезает на спину самки, чтобы после перерыва снова спариться с ней. В конце концов, самец покидает самку. Коконы яиц располагаются скрытно с боков цветков. Молодые пауки зимуют в земле.